# Asphondylia atriplicis
Asphondylia atriplicis är en tvåvingeart som först beskrevs av Townsend 1893.  Asphondylia atriplicis ingår i släktet Asphondylia och familjen gallmyggor. Inga underarter finns listade i Catalogue of Life.